# Boeddhistische economie
Boeddhistische economie is een op het boeddhisme geënte spirituele benadering van de economische wetenschap. De boeddhistische economie houdt zich bezig met de werking van de menselijke geest en de daarbij behorende angsten, ambities, en emoties die economische activiteiten beïnvloeden. De boeddhistische aanpak van de economische wetenschap poogt te verklaren welke menselijke activiteiten schadelijk en heilzaam zijn als het gaat over productie en consumptie. Boeddhistische economie heeft als doelstelling om ervoor te zorgen dat mensen de volgens het boeddhisme juiste ethische keuzes maken. Het probeert een tussenweg te vinden tussen een zuiver wereldse samenleving en een onwikbare conventionele samenleving.
De Sri-Lankese econoom Neville Karunatilake definieert een boeddhistisch economisch systeem als volgt: "Een boeddhistisch economisch systeem is gegrondvest in het ontwikkelen van coöperatieve en harmonieuze pogingen tot gezamenlijk leven. Zelfzuchtigheid en hebberigheid moeten weggewerkt worden door het ontwikkelen van de mens zelf."
Boeddhistische economen beweren dat oprecht rationele beslissingen slechts gemaakt kunnen worden als we begrijpen hoe irrationaliteit ontstaat. Volgens de boeddhistische economie is het nodig om te begrijpen waaruit hebzucht bestaat om erachter te komen dat alle rijkdommen in de wereld nog niet genoeg zijn om deze hebzucht te bevredigen. Ook wordt gesteld dat inzicht in de algemeenheid van angst kan leiden tot meer compassie voor alle levende wezens. Deze aanpak legt nadruk op menselijke deugden zoals scherpzinnigheid, empathie en zelfbeheersing. Het boeddhistische perspectief gaat dan ook uit van een holistische kijk op de economie, waarbij gebruikgemaakt wordt van andere, in eerste instantie niet-economische kennisgebieden bij het vormen van economisch beleid.
Koning Jigme Singye Wangchuk en de overheid van Bhutan bevorderen sinds 1972 het begrip "bruto nationaal geluk", dat gebaseerd is op boeddhistische spirituele waarden. Dit begrip definieert het meten van het ontwikkelingsniveau van het land volkomen anders dan het bruto nationaal product. Het vertegenwoordigt een streven om de Bhutanese economie te grondvesten op boeddhistische spirituele waarden in plaats van Westerse materialistische waarden.

## Geschiedenis
De Indiase boeddhistische keizer Asoka (omstreeks 268 tot 232 BCE) was de eerste die de boeddhistische ethiek een rol liet spelen bij het ontwikkelen van economisch beleid. Hij liet allerlei filantropische publieke werken uitvoeren, zoals het bouwen van ziekenhuizen, parken en natuurreservaten. Asoka verbood ook het mishandelen en slachten van dieren, met als enige uitzondering het slachten van vee.
De term "boeddhistische economie" is bedacht door de econoom Ernst Friedrich Schumacher na zijn bezoek aan Birma in 1955, waar hij optrad als economisch adviseur van de Birmese minister-president U Nu. Het door Schumacher geschreven essay Buddhist Economics ("Boeddhistische Economie") werd voor het eerst uitgeveven in 1966 in Asia: A Handbook. Het werd in 1973 heruitgegeven in Schumachers invloedrijke bundel Small Is Beautiful (1973). De term wordt nu gebruikt door volgers van Schumacher en door boeddhistische schrijvers als Prayudh Payutto, Padmasiri De Silva en Luang Por Dattajivo.
De eerste conferentie van het Buddhist Economics Resource Platform is op 23 en 24 auguster 2007 gehouden in Budapest, Hongarije. De tweede conferentie werd van 9-11 april 2009 gehouden aan de  Ubon Ratchathani University in Thailand.

## Algemene visie op economie
In tegenstelling tot traditionele economie beschouwd boeddhistische economie ook de fasen van een product na de consumptie ervan, waarbij wordt onderzocht hoe veranderingen de drie aspecten van het menselijk bestaan (het individu, de samenleving, en het milieu) beïnvloeden. Stel, als voorbeeld, dat er een toename is in de consumptie van sigaretten. Boeddhistische economen zullen dan proberen vast te stellen hoe dit milieuverontreiniging beïnvloed, wat het effect is op zowel actieve als passieve rokers en de verschillende gezondheidsrisico's van roken. Aldus worden ook de ethische kanten van de economie in overweging genomen.
De boeddhistische zienswijze bevat drie onderdelen: De mens de kans geven zijn talent en aanleg te gebruiken en ontwikkelen, hem in staat stellen zelfverheerlijking te overwinnen door met andere mensen samen te werken aan gezamenlijke taken, en om producten en diensten te ontwikkelen die nodig zijn voor een beter bestaan.

## Verschillen tussen traditionele en boeddhistische economie
Er zijn een aantal verschillen tussen traditionele en boeddhistische economie.
- Waar traditionele economie zich toelegt op eigenbelang, zegt de boeddhistische visie juist dat er geen zelf is maar Annata of geen-zelf. Het stelt dat alle dingen die door iemands zintuigen worden waargenomen geen "ik" of "mijn" bevatten en dat men zich dus moet losmaken van dit beeld. Boeddhistische economen geloven dat de op eigenbelang gebaseerde opportunistische benadering van ethiek tot falen gedoemd is. Volgens boeddhistische economen is vrijgevigheid een rendabel model van wederzijdse wederkerigheid omdat mensen homines reciprocantes zijn die de neiging hebben om te reageren op gevoelens (zowel positieve als negatieve) door meer terug te geven dan hen is gegeven.
- Traditionele economen benadrukken het belang van winstmaximalisatie en individuele winst, terwijl het onderliggende principe van de boeddhistische economie het minimaliseren van het lijden is voor alle levende en niet levende dingen. Studies uitgevoerd door boeddhistische economen geven aan dat mensen een grotere gevoeligheid hebben voor verlies dan voor winst en concluderen dat mensen zich meer zouden moeten inspannen voor het inperken van verlies.
- Er is een verschil met betrekking tot het concept van verlangen.  Traditionele economie moedigt materiële rijkdom en verlangen aan, waarbij men tracht zoveel mogelijk rijkdom te verwerven om hieraan te kunnen voldoen. Daartegenover stelt de boeddhistische economie belang in het simplificeren van iemands verlangen. Volgens boeddhistische economen moeten, behalve basisbehoeften als voedsel, onderdak, kleding en medicijnen andere materiële behoeften worden geminimaliseerd. Boeddhistische economen stellen dat het algemene gevoel van welzijn verminderd als men betekenisloze verlangens najaagt. Minder willen hebben baat de persoon, de samenleving waarin zij leeft, en de natuur in het algemeen.
- Ook de markt wordt anders beschouwd. Waar veel economen pleiten voor het uitnutten van markten tot een punt van verzadiging, richten boeddhistische economen zich op het minimaliseren van geweld. Traditionele economen houden over het algemeen geen rekening met de meer oorspronkelijke belanghebbenden, zoals de toekomstige generatie en het milieu omdat hun stem niet als relevant wordt beschouwd in termen van koopkracht. Zij denken dat belanghebbenden zoals armen en mensen aan de rand van de samenleving niet van belang zijn vanwege hun beperkte koopkracht en dat aldus de sterkere (koopkrachtige) belanghebbenden de voorkeur genieten. Zij geloven daarom dat de markt een partijdige maar zuiver representatieve afspiegeling is van de economie. Boeddhistische economen pleiten voor ahimsa of geweldloosheid. Ahimsa voorkomt iedere activiteit die lijden veroorzaakt bij zichzelf of anderen en dringt aan op het vinden van specifieke oplossingen. Gemeenschappelijke landbouw is een voorbeeld van gemeenschap gebaseerde economische ontwikkeling. Boeddhistische economen stellen dat gemeenschap gebaseerde landbouw vertrouwen bevorderd, waarde gebaseerde gemeenschappen bevorderd en mensen dichter bij het land en hun voedselbronnen brengt. Om deze duurzaamheid en geweldloosheid te bereiken bepleiten zij dan ook een herstructurering van het moderne zaken doen. Dit leidt tot het onderdrukken van winst maximalisatie als het ultieme motief en een hernieuwde nadruk op het introduceren van kleinschalige, op de lokale situatie aangepaste, onafhankelijke economische activiteiten.
- Traditionele economen trachten instrumenteel gebruik te maximaliseren waarbij de waarde van een entiteit wordt bepaald door haar bijdrage aan het productieproces. Boeddhistische economen vinden dat de werkelijk waarde van een entiteit daarmee nooit wordt gerealiseerd noch geprioriteerd. Boeddhistische economen trachten instrumentaal gebruik te beperken en vormen zorgzame organisaties die worden beloond in termen van vertrouwen tussen management, collega's en medewerkers.
- Traditionele economen geloven meer in "groter is beter" en "meer is meer" terwijl boeddhistische economen meer geloven in "klein maar fijn" en "minder is meer".
- Traditionele economie hecht belang aan het bruto nationaal product, terwijl de boeddhistische economie belang hecht aan het bruto nationaal geluk.

## Andere overtuigingen
Boeddhistische economen geloven dat zolang werk wordt beschouwd als een verplichting door werknemers en werknemers worden beschouwd als een noodzakelijk kwaad door werkgevers, de werkelijke potentie van werknemers en werkgevers niet bereikt kan worden. In een dergelijke situatie zullen werknemers altijd inkomen zonder werk prefereren en werkgevers altijd productie zonder werknemers. Zij vinden dat als de aard van de werkzaamheden werkelijk gewaardeerd en toegepast wordt, het net zo belangrijk is voor het brein als voedsel is voor het lichaam. Het zal de mens voeden en hen motiveren hun best te doen. Goederen moeten niet worden gezien als meer belangrijk dan mensen en consumptie meer belangrijk dan creatieve activiteit. Zij vinden dat hierdoor de focus zich verplaatst van de arbeider naar het product en van de Mens naar de tweederangs Mens, hetgeen verkeerd is.
Volgens boeddhistische economen zijn mensen niet in staat zich bevrijd te voelen vanwege rijkdom maar vanwege hun gehechtheid aan rijkdom. Op dezelfde wijze is het verlangen naar spullen en niet het plezier erin dat hen tegenhoudt.
Boeddhistische economen geloven niet in het meten van de levensstandaard middels de hoeveelheid consumptie omdat, volgens hen, maximale welzijn als resultaat van een minimum aan consumptie belangrijker is dan het verkrijgen van maximale welzijn door maximale consumptie. Daarom vinden zij dat het concept van "beter af" zijn als gevolg van een grotere mate van consumptie niet een juiste meting van geluk is.
Vanuit het gezinspunt van een boeddhistisch econoom is de meest rationele manier van een economisch leven zelfvoorzienend zijn en het produceren van lokale middelen voor lokale behoeften. Afhankelijk zijn van import en export is on-economisch en alleen verantwoord voor een paar uitzonderingen en op een kleine schaal. Daarom geloven zij ook in economische ontwikkeling zonder hulp van buiten af. 
Boeddhistische economie geeft verschillende prioriteiten aan natuurlijke, duurzame en niet duurzame middelen. Zij vinden dat niet duurzame middelen zeer uitzonderlijk gebruikt moeten worden en met de grootst mogelijk zorg, gebruik makend van een minutieuze planning omtrent toepassing. Zij geloven dat het gebruik ervan gewelddadig is en niet in overeenstemming met de boeddhistische visie van geweldloosheid. Indien, volgens hen, de hele bevolking afhankelijk is van niet duurzame middelen voor hun bestaan, zij feitelijk parasitair gedrag vertonen, waarbij de nadruk ligt op kapitale goederen in plaats van inkomen. Verder vinden zij dat deze oneven distributie en steeds verder toenemende exploitatie van natuurlijke middelen zal leiden tot gewelddadigheid tussen mensen. 
Zij geloven ook dat voldoening niet noodzakelijkerwijs alleen kan worden gevoeld als iets tastbaars en materieels wordt verkregen in ruil voor iets wat is gegeven, zoals wordt gesteld in moderne economie. Zij stellen dat een voldoening ook verkregen kan worden als iets wordt gegeven zonder dat daar iets voor wordt terug gedaan. Een voorbeeld is het geven van cadeaus aan geliefden uitsluitend omdat je wilt dat ze gelukkig zijn. 
Boeddhistische economen vinden productie een erg misleidende term. Volgens hen moet, om iets nieuws te produceren, de oude vorm worden vernietigd. Daarom is produceren en consumeren complementair aan elkaar. Met dit in gedachte wordt daarom soms non-produceren bepleit als door het minder produceren van materiële goederen exploitatie van aardse middelen wordt verminderd en men daardoor het leven van een verantwoordelijke en bewuste burger kan leiden. 

## De middenweg van het bestaan
Het concept van de middenweg stelt dat tijd moet worden verdeelt tussen consumptie en meditatie. De optimale verdeling tussen deze twee activiteiten zal er zijn als een deel van de meditatie wordt gebruikt om het verlangen naar consumptie te verlagen en tevreden te zijn met minder consumptie en het werk dat daarvoor nodig was. In economische termen betekent dit dat "de marginale productiviteit van arbeid gebruikt voor het produceren van consumptie-goederen gelijk is aan de marginale effectiviteit van de betreffende meditatie voor de bezuiniging op consumptie zonder enige verandering in voldoening te veroorzaken".